# Presentación (Kikima selo)
Presentación, nekadašnje naselje Kikima ili Halyikwamai Indijanaca koje se nalazilo na zapadnoj strani rijeke Colorado na poluotoku Baja California u današnjem Meksiku. Posjetio ga je 1701. Otac Eusebio Kino.
Bilježi ga Bancroft u No. Mex. States, I, 497, 1884.